# David Lanel
David Lanel est un homme politique français né le 23 avril 1813 à Dieppe (Seine-Maritime) et décédé le 28 octobre 1883 à Paris.
Notaire à Dieppe et riche propriétaire, il est maire de Dieppe en 1870 et député de Seine-Maritime de 1871 à 1883.
Il siège d'abord au centre-droit puis au centre-gauche et est l'un des « 363 » qui refusent la confiance au gouvernement de Broglie, le 16 mai 1877.
Il est le beau-père de John Lemoinne.

## Mandats
- Maire de Dieppe : 10 février 1870 - 24 mai 1871
- Député (centre-droit) de Seine inférieure : 8 février 1871 - 7 mars 1876 :
- Député (centre-gauche) de Seine inférieure : 20 février 1876 - 25 juin 1877
- Député (centre-gauche) de Seine inférieure : 14 octobre 1877 - 27 octobre 1881
- Député (Gauche républicaine) de Seine inférieure : 21 aout 1881 - 28 octobre 1883

## Sources
- « David Lanel », dans Adolphe Robert et Gaston Cougny, Dictionnaire des parlementaires français, Edgar Bourloton, 1889-1891 [détail de l’édition]